# Alenka Zupančič
Alenka Zupančič (* 1. April 1966 in Ljubljana, Jugoslawien) ist eine slowenische Philosophin und Sozialtheoretikerin, deren Arbeit auf Psychoanalyse und Kontinentalphilosophie fokussiert ist.

## Leben
Zupančič absolvierte ihren PH.D. 1990 an der Universität Ljubljana und ist derzeit ein Mitglied der „Ljubljaner Schule für Psychoanalyse“. Sie hat eine Forschungsstelle am Institut für Philosophie der Slowenischen Akademie der Wissenschaften und Künste.
Die Grundlage für Alenka Zupančičs philosophische Arbeiten wurde in erster Linie von slowenisch-lacanianischen Wissenschaftlern beeinflusst, wie Mladen Dolar und Slavoj Žižek; sie benutzt aber auch Werkzeuge und Methoden der klassischen Philosophen, wie die von Immanuel Kant, Georg Wilhelm Friedrich Hegel, und Henri Bergson. Sie ist Spezialistin für Friedrich Nietzsche und Lacan und hat viel im Bereich der Ethik, Literatur und der Psychoanalyse geschrieben, Arbeiten über Komödie, Liebe und Pflicht verfasst sowie Kant, Hegel und Alain Badiou kommentiert.

## Schriften (Auswahl)
- Ethik des Realen. Kant, Lacan. Turia + Kant, Wien 1995
- Das Reale einer Illusion. Suhrkamp, Frankfurt 2001
- The Shortest Shadow: Nietzsche’s Philosophy of the Two. MIT Press, Cambridge, Mass. 2003
- Odd One In: On Comedy. MIT Press, Cambridge, Mass. 2008
- Warum Psychoanalyse? Diaphanes, Zürich 2009
- Der Geist der Komödie. Übers., Nachw. Frank Ruda, Jan Völker. Merve, Berlin 2014
- Was ist Sex? Psychoanalyse und Ontologie. Turia + Kant, Wien/Berlin 2019, ISBN 978-3-85132-962-9.
  - Rezension von Larissa Kunert: Sex is just a three-letter-word, Dschungel, Beilage zu jungle world, 49, 5. Dezember 2019, S. 6f.
- Der kürzeste Schatten: Nietzsches Philosophie der Zwei. Aus dem Englischen übersetzt von Florian Cziesla. Turia + Kant, Wien 2024.
- Disavowal, John Wiley & Sons, New Jersey 2024, ISBN 978-1-5095-6119-3.